# Wola Solecka Pierwsza
Wola Solecka Pierwsza – wieś  sołecka w Polsce położona w województwie mazowieckim, w powiecie lipskim, w gminie Lipsko. Leży przy DW754.
W latach 1975–1998 miejscowość administracyjnie należała do województwa radomskiego.
Historia miejscowej szkoły powszechnej sięga roku 1916. Pierwszym nauczycielem był Stanisław Maciejewski, który prowadził naukę w pomieszczeniach wynajętych od gospodarzy. Dedykowany budynek szkolny pojawił się w roku 1928, przetrwał okres okupacji niemieckiej, lecz częściowo spłonął w 1954. W latach 1961–1963 w miejscowości wybudowano „tysiąclatkę” – szkołę-pomnik tysiąclecia.
Wierni Kościoła rzymskokatolickiego należą do parafii Wniebowzięcia Najświętszej Maryi Panny w Solcu nad Wisłą.

## Osoby związane z Wolą Solecką
- Kazimierz Młodzianowski